# 南港瓶蓋工廠

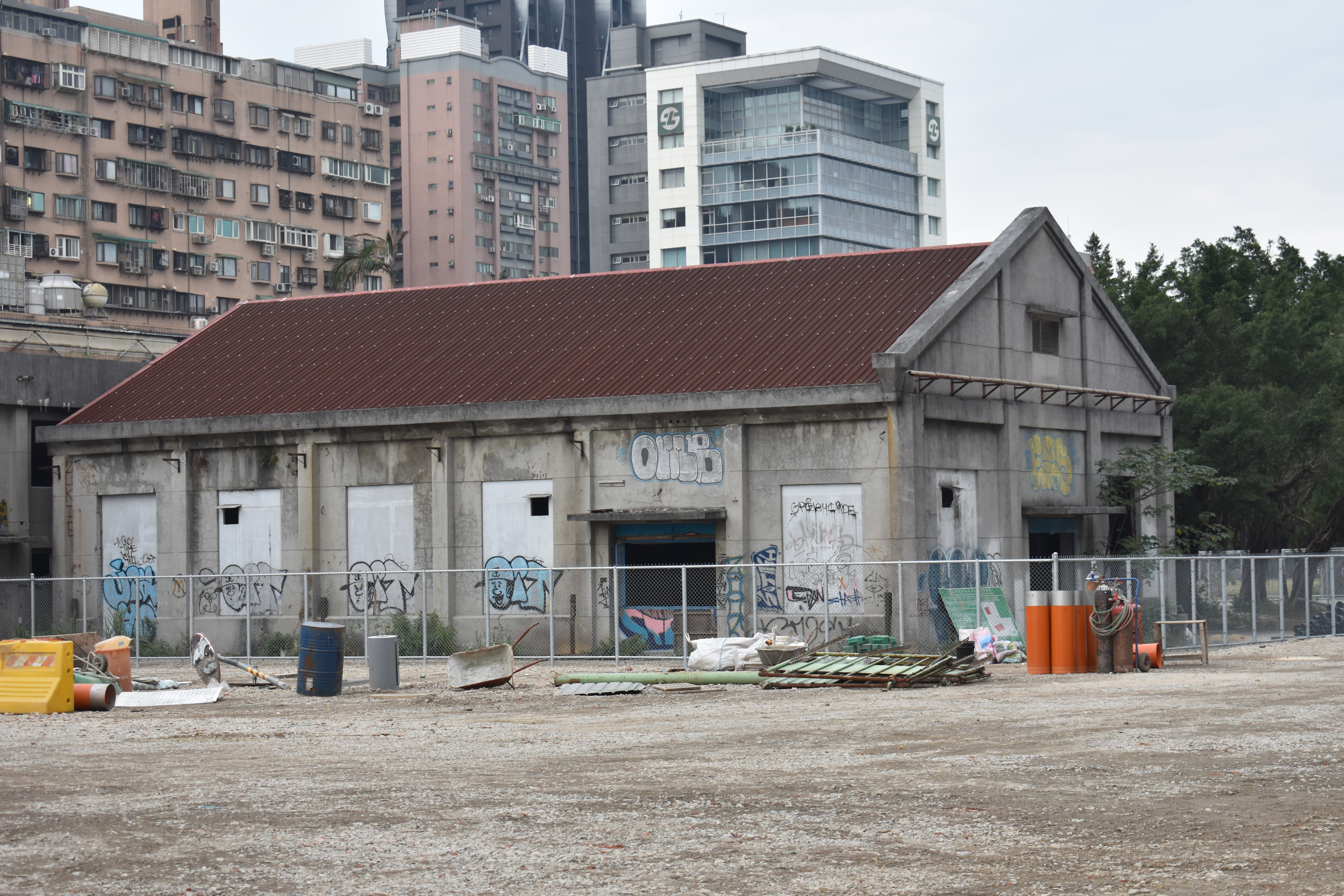
廠房

南港瓶蓋工廠，是位於臺灣台北市南港區的一座產業設施，過去為國產軟木工業株式會社的所屬建物，後在台灣省菸酒公賣局接管後作為生產瓶蓋的專門工廠，供應公賣局所屬的家酒廠包裝瓶蓋、軟木栓為主要業務。後在2004年起停止生產。
2020年，在經歷修復工程後，南港瓶蓋工廠以「瓶蓋工廠台北製造所」之名對外開放參觀。

## 沿革
南港瓶蓋工廠前身為台灣日治時期之民營「國產軟木工業株式會社」所屬工廠，是於1943年台灣酒壜統制會社與日本水產株式會社共同出資成立，與萬華台北製糖所、臺北酒廠、松山菸廠等同為因縱貫線鐵道而存在的產業遺跡之一，並同列為台北市首都鐵道沿線產業遺產群。
第二次世界大戰結束後，工廠由台灣省專賣局（今臺灣菸酒股份有限公司）接管並改名為「木栓工廠」，並提供當地居民不少就業機會。更成為臺灣最早，規模較大的軟木瓶蓋工廠，1958年，工程再度更名「台灣省菸酒公賣局瓶蓋工廠」，成為後來俗稱的「南港瓶蓋工廠」。
2004年南港瓶蓋工廠結束營運。工廠由財政部國有財產署保管，並委託臺北市都市更新處管理。2010年，臺北市都市更新處提出「臺北市都市再生前進基地」推動計畫（Urban Regeneration Station；URS），預定將南港瓶蓋工廠規劃為台北都市前進再生基地URS 13。曾在工廠內部舉辦過大型展覽、拍攝場地、音樂季、平面或動態影像拍攝等活動。

### 拆遷爭議

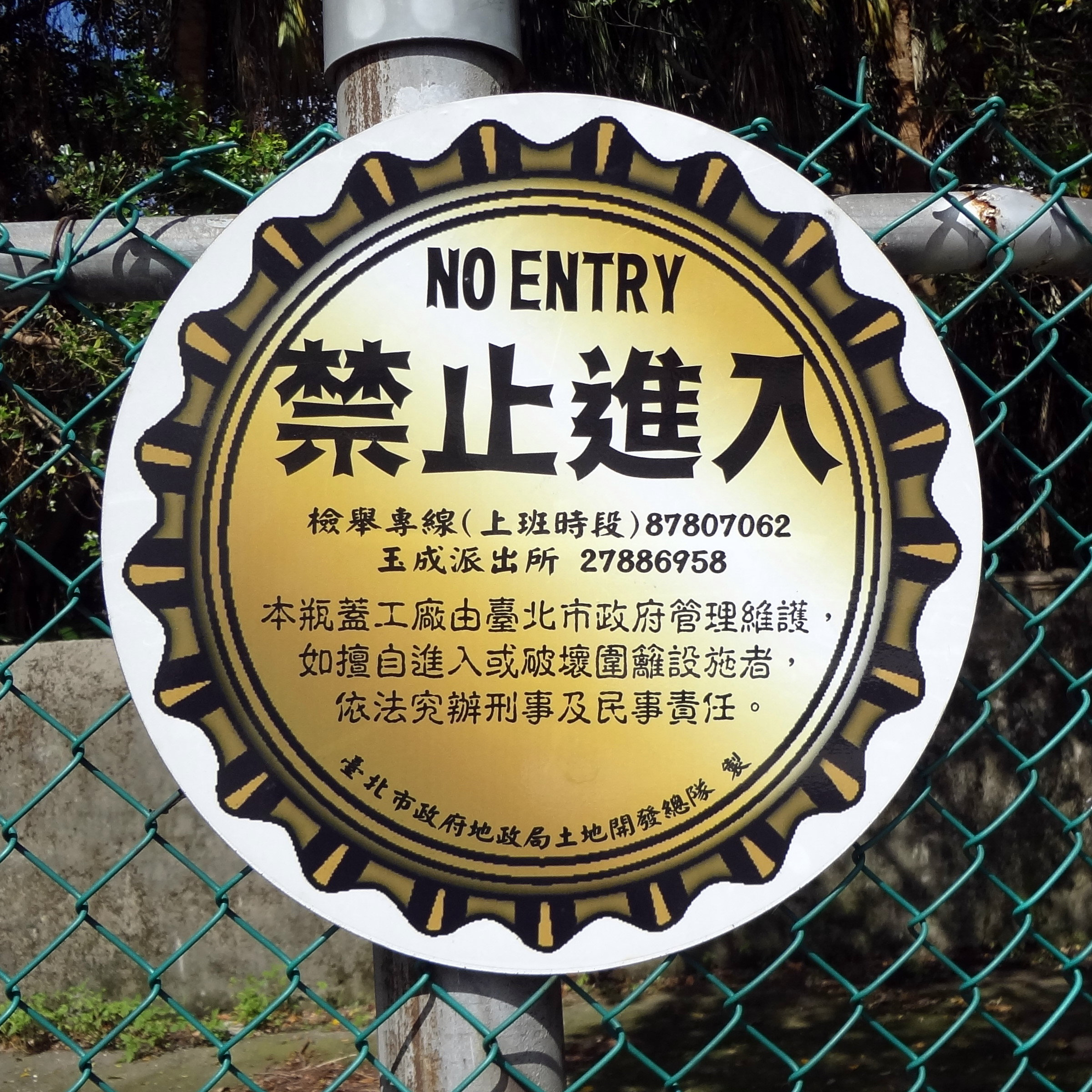
臺北市政府地政局土地開發總隊懸掛於南港瓶蓋工廠外圍鐵絲網上的禁止進入告示牌

2012年，由於郝龍斌時代核定的「南港第三期市地重劃」都市計畫中，為促進興建北部流行音樂中心商業發展，新增10公尺道路計畫。並同年通過「臺北市南港區鐵路地下化沿線土地細部計畫案」，將南港瓶蓋工廠劃為特定商業區，以招商承包方式結合觀光與文創使用。
由於10公尺道路計畫將破壞南港瓶蓋工廠原有建築之道路，對此民團提出質疑。後由柯文哲擔任臺北市市長選前，其表示將選前曾經承諾南港瓶蓋工廠將全區保留，後於2015年上任後，依文資審議結果進行重劃工程施工，於9月7日就開始拆除非文資區的強拆工程。
9月18日，民間團體因柯文哲違背選舉承諾，未將南港瓶蓋工廠全區保留而入侵工地阻擋施工機具，臺北市政府地政局土地開發總隊韋彰武隊長曾立即出面軟性勸離陳抗民眾，後於9月22日，邀集各局處與相關地主代表、里長、民代等與公民團體召開「南港瓶蓋工廠保存與活化」會議，而後決定由地政局李得全局長協助文化大學環境學院前院長楊重信擔任共同召集人成立專案小組，需要於兩個星期提出變更方案。
2015年10月18日，臺北市地政局土地開發總隊針對南瓶開發一案發表聲明，表示遵守文資審議結果，並不會拆除南港瓶蓋工廠歷史建物。在十公尺道路內之Ｇ建物部份為歷史建物，部份則否；而道路通過需拆除之部份並不屬歷史建物範疇。民間團體對此提出質疑，根據第五十八次文資審議會審議結果， 指出十米道路通過之G建物完全屬於歷史建物，與地政局土地開發總隊之聲明稿明顯衝突。

### 修復
隨著民間發起保留南港瓶蓋工廠全區保存的運動臺北市政府於2018年10月24日，正式正式進行南港瓶蓋工廠整修工程，工程於2019年10月正式修復完工。
2020年，南港瓶蓋工廠修復工程榮獲「臺北市公共工程卓越獎」，後以「瓶蓋工廠台北製造所」的名稱於2020年12月5日開幕，預定成為東區門戶計畫的新創產業基地。

## 園區設計
南港瓶蓋工廠系統群原內部約有14棟建物及多樣設施，工廠主要的製作空間偏重於原日治時期所興建的「國產軟木工業株式會社」廠區之西側區域，隨著工廠的發展，東側新拓展的廠區用地上因而設立輔助生產空間需求、以及新建行政大樓為使用之社設施，後來更將原有的一座埤塘填了一半興建福利大樓集合員工福利的設施。
當前，共有南港瓶蓋工廠6棟建築、附屬設施被定為歷史建築：
- 配銷處倉庫(A2棟)
- 印花工廠(B棟)
- 印鐵工廠一棟(F棟)
- 印鐵工廠二棟(I棟)
- 鋁蓋機工廠(M棟)
- 瓶蓋工廠(G棟)
- 警衛室與防空洞
- 崗哨

南港瓶蓋工廠其餘的建築物包括：
- 鐵蓋工場
- 長官宿舍
- 營繕工場
- 油庫
- 機械修理場
- 福利大樓
- 行政大樓
- 鋁蓋工場
- 電氣室
- 配銷處
- 製版室

在歷史建築物修復工程中，配銷處倉庫、印花工廠、印鐵工廠群、鋁蓋機工廠、防空洞原以原地保留。瓶蓋工廠部分僅保存原日治時期所興建的建物。原戰後設置的崗哨，最終則採異地重組之方式保存。

## 護樹爭議
廠區區內三百多棵老樹，東側靠興華街一帶的二十六棵樹木，其中十棵被連根拔起，與廢棄物一起堆在牆角邊，後來經臺北市政府說明為誤會一場。

## 外部連結
- 官方网站
- 南港瓶蓋工廠的Facebook專頁
- 南港瓶蓋工廠的Facebook專頁

- 台北市政府地政局  辦理中市地重劃區
- 台北村落之聲 臺北市鐵道沿線策略基地
- 監督民團南港瓶蓋工廠爭議分析[永久]
- 97年1月14日 台北市政府都發局臺北音樂流行中心建案新聞稿
- 台北市政府開發局南港區第三期市地重劃區新聞稿（页面存档备份，存于）
- 第五十八次文資會會議紀錄（页面存档备份，存于）